# Zelkova abelicea
Espèce
Classification APG III (2009)
Synonymes
- Zelkova cretica (Sm.) Spach
- Quercus abelicea Lam. 1785

Statut de conservation UICN

 EN  : En danger
Zelkova abelicea (Lam.) Boiss. est une plante du genre Zelkova de la famille des Ulmaceae, endémique de la Crète. Elle s'y développe en populations isolées dans les montagnes calcaires à des altitudes comprises entre 800 et 1800 m.

## Description
Cet arbre peut atteindre 15 m de haut mais il pousse le plus souvent sous une forme arbustive, conséquence d'un surpâturage dans ses zones d'habitat naturel. Il a un port de forme irrégulière et développe parfois plusieurs tiges, il drageonne facilement. Son écorce est grise et s'écaille avec l'âge comme chez toutes les espèces du genre Zelkova. Ses jeunes rameaux son minces, blanchâtres densément recouverts de poils courts.
Ses feuilles sont petites, ovales ou légèrement oblongues (10-25(-40) × 7-20 mm), cordées à arrondies à la base et obtuses au sommet, avec 3-4(-6) dents arrondies de chaque côté à l'extrémité des nervures secondaires. Le limbe est vert foncé légèrement pubescent sur la face supérieure et vert blanchâtre, face inférieure, avec des poils courts, denses sous les nervures. Le pétiole est très court. Les fruits sont des drupes pubescentes arrondies ou à 2 ou 3 lobes, d'environ 5 mm de long.
Seuls les grands arbres fleurissent et fructifient, donnant naissance à une abondance de drupes dont la plupart sont stériles. Leur reproduction est essentiellement végétative par drageonnage.
Il peut vivre plusieurs centaines d'années, voire plus de 500 ans pour certains individus.

## Espèce relique
Le genre Zelkova était répandu sur l'actuel continent européen durant la majeure partie du Cénozoïque, les glaciations du Pleistocène le firent disparaître de cette région à l'exception de quelques zones refuges très restreintes. Trois espèces de Zelkova ont été préservées en Europe et en Asie occidentale :  Zelkova carpinifolia dans le Caucase, Zelkova sicula en Sicile et  zelkova abelicea en Crète. Le genre Zelkova avait réussi à subsister sur le continent en Grèce jusqu'en 400 000 B.P et jusqu'en 30 000 B.P en Italie.
Les analyses génétiques témoignent d'une forte diversité de l'espèce en Crète, ce qui laisse supposer que les différentes populations sont restées isolées les unes des autres depuis plus d'un million d'années,.

## Aire de répartition et habitat
Le zelkova abelicea ne se trouve qu'en Crète dans une quarantaine d'endroits montagneux isolés les uns des autres. Les plus importantes populations se situent dans les massifs de Lefka Ori (les Montagnes blanches) et de Dikti. Le massif de Thripti héberge une population très originale de zelkova abelicea qui n'est constituée que d'arbres nains, leur développement naturel ayant été bloqué par le broutage.
Les ovins et caprins sont les principales menaces contre cette espèce, s'y ajoutent les incendies, l'érosion et le changement climatique (une étude de 2017 démontre néanmoins que cette espèce résiste relativement bien à l'évolution du climat[réf. à confirmer]).
Les arbres se régénèrent essentiellement par drageonnage, les arbres portant des fruits sont rares et les graines germent peu.
En 2013, la population de  zelkova abelicea était estimée à un million d'individus nains (non fructifères) et à environ 20 000 arbres normalement développés et susceptibles de générer des graines,.
Témoin d'un passé très ancien, de faible population, il était indispensable de prendre des mesures de préservation vis à vis de cette espèce. Sa forte diversité génétique nécessiterait la conservation des populations réparties entre les différents massifs montagneux de Crète.

## Mesures de protection
Zelkova abelicea est une espèce protégée en Grèce par un décret présidentiel datant de 1981 (Presidential Decree 67/1981), par l'appendice 1 de la Convention de Berne et par les appendices II et IV de la Directive Habitat de l'Union européenne.
Greek legislation (Presidential Decree 67/1981), the Bern Convention (Appendix I) and is also included in Appendices II and IV of the European Habitats Directive (92/43).
La forêt d’Ambelitsia est intégrée au site de Lefka Ori classé Réserve de Biosphère par l'Unesco en 1981.
En 2010, le Jardin botanique de l'Université de Fribourg, le Museum d'Histoire naturelle de Fribourg et le Botanic Gardens Conservation International lancèrent le projet Zelkova avec pour objectifs de protéger les différentes espèces de Zelkova. De nombreux organismes répartis dans le monde entier se sont depuis greffés sur ce projet.
Le  Botanic Gardens Conservation International entreprit de recenser les spécimens de Zelkova abelicea conservés dans les collections de différents jardins botaniques de la planète, 14 furent répertoriées (le site du BGCI en répertorie toutefois 34), une seule collection comprend un individu originaire de Crète, les autres collections hébergent des spécimens probablement issus d'autres jardins botaniques. Le projet Zelkova conseille d'augmenter le nombre de Zelkova abelicea dans les jardins botaniques et d'y préserver la grande diversité génétique.
Depuis 2014, le projet Abelitsia s'efforce de préserver Zelkova abelicea en Crète en travaillant avec les agriculteurs locaux et en clôturant les zones contre le pâturage.

## Historique
Zelkova abelicea a été décrit pour la première fois par Onorio Belli (Honorius Bellus) en 1594 dans une lettre envoyée de Chania en Crète à Charles de l'Écluse qui la publia dans son Rariorum Plantarum Historia (1601). Les graines envoyées par Onorio Belli à  Charles de l'Écluse furent infertiles. Une description scientifique de l'espèce fut réalisée par Jean-Baptiste Lamarck en 1785, mais en l'attribuant au genre Quercus, puis par James Edward Smith en 1808, c'est toutefois la description d'Édouard Spach qui a été conservée, ce dernier donna le nom Zelkova (dérivé du georgien) au genre en 1841. Le premier spécimen viable planté en Angleterre le fut en 1929.

## Usage
Traditionnellement, les Crètois fabriquaient des bâtons de marche (katsοunes) avec les branches de zelkova abelicea, cette pratique a été interdite depuis que l'arbre a le statut d'espèce menacée. L'essence était autrefois exploitée pour son bois considéré comme de grande valeur. Actuellement, le feuillage est encore utilisé comme fourrage. 